# Saatkrähe
Die Saatkrähe (Corvus frugilegus) ist eine der vier europäischen Arten der Gattung Corvus aus der Familie der Rabenvögel (Corvidae).
Die große Krähe mit markantem Schnabel und metallisch glänzendem schwarzem Gefieder ist mit der Nominatform C. frugilegus frugilegus in einem breiten Gürtel von Westeuropa bis in die Steppen des Altaigebietes verbreitet. Das Vorkommen der zweiten Unterart, C. frugilegus pastinator, schließt ostwärts an das der Nominatform an und reicht bis zur Pazifikküste. Sie ist geringfügig kleiner als die Nominatform und ihr Gefieder schimmert eher rötlich-purpurn.

## Aussehen
Die Saatkrähe ist im Alterskleid kaum verwechselbar. Jungvögel können aber mit der fast gleich großen Raben- bzw. Aaskrähe (C. corone corone) verwechselt werden. Die Spannweite liegt bei 98 Zentimeter. Das Gefieder der kräftigen, etwa 46 Zentimeter großen Saatkrähe ist einheitlich schwarz, mit leicht rötlichem Glanz. Je nach Lichteinfall schillern Scheitel und Nacken grünlich- oder violett-metallisch. Der Schnabelgrund der Altvögel ist nackt und grindig-weißlich, derjenige der Jungvögel ist noch befiedert. Der Schnabel ist spitz, der Oberschnabel vorn weniger nach unten gebogen und schlanker als jener der Aaskrähe. Unterhalb des Schnabels befindet sich wie bei der Rabenkrähe der Kehlsack, der zum Transport von Nahrung benutzt wird. Im Flugbild ist die Saatkrähe an den etwas längeren und tiefer gefingerten Schwingen einigermaßen gut von der Aaskrähe unterscheidbar. Ihr Flug wirkt leichter, der Flügelschlag ist etwas schneller als bei C. c. corone. Die Geschlechter unterscheiden sich weder in Färbung noch in der Größe; die Jungvögel bekommen etwa mit acht Monaten das Aussehen der Altvögel.

## Stimme
Als sozial lebende Art ist die Saatkrähe sehr ruffreudig und verfügt über eine Vielzahl von Lautäußerungen. Auf einige Entfernung hin meist viel besser als optisch lassen sich Saat- von Aaskrähen akustisch unterscheiden. Insbesondere hohe, jauchzerartige Rufe, wie man sie von Raben- bezw. Nebelkrähen her nicht kennt und wie sie insbesondere geäußert werden, wenn von weiter her eintreffende Saatkrähen-Schwärme sich aus etwas größerer Anflughöhe über ihren abendlichen Sammelplätzen geradezu verspielt herabtrudeln lassen, sind so von Aaskrähen nie zu hören. Häufigster Laut ist das „Kah“ oder „Krah“, das recht variabel klingen kann; oft wird es beim rituellen Verbeugen sich begrüßender Partner eingesetzt. In aggressiven Situationen ist dieser Laut länger und höher: „krääääh“. Daneben ist besonders im Frühjahr ein leises, gurrendes Schwätzen in die längeren Krächzlaute eingebettet. Auch die Jungvögel und Nestlinge rufen sehr laut, sie quietschen hörbar. Später hört man von ihnen ein durchdringendes „Rrrah“.

## Verbreitung

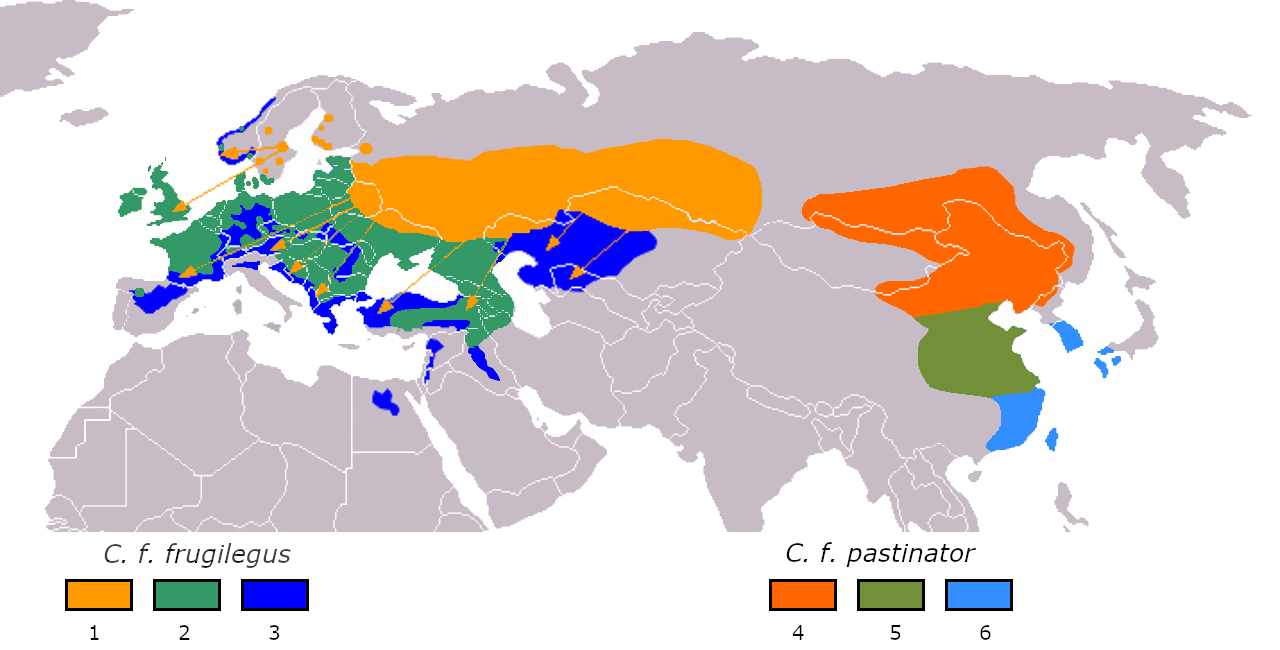
Verbreitung der Saatkrähe
grün: Jahresvögel oder Teilzieher / blau: Überwinterungsgebiete
orange: Mehrheitlich Zugvögel / orange Pfeile: Bekannte Zugrichtungen
dunkelorange: Brutverbreitung von c.f.pastinator / türkis: Winterverbreitung dieser Subspezies

Die Saatkrähe ist von Irland und Großbritannien über Frankreich und Nordspanien bis in die Steppen der Altairegion verbreitet. Sie fehlt in der Südschweiz, in weiten Teilen Österreichs und in Italien. Im Norden erreicht sie Dänemark und Südschweden, im Südosten die Küsten des Schwarzen und des Kaspischen Meeres. In den Wintermonaten werden zudem noch die norwegische Küste bis Mittelnorwegen, weite Teile des Balkan, sowie der größte Teil der Türkei besiedelt. In Neuseeland wurde die Saatkrähe eingeführt und genoss dort lange Zeit sogar Schutzstatus; heute werden die dortigen Bestände jedoch wieder energisch dezimiert.

## Lebensraum
C. frugilegus besiedelt meist offenes, von Gehölzen, Wäldchen oder Baumreihen bestandenes Acker- und Wiesenland. Sie ist weitgehend auf vom Menschen umgewandeltes Kulturland angewiesen. Grünlandgebiete, die einen gewissen Anteil an Ackerflächen aufweisen, sind für sie besonders günstig. Sie bevorzugt ebene oder hügelige Gegenden, Gebirge meidet sie. Der Bewuchs ihres Nahrungsgebietes sollte nicht zu hoch sein, obwohl sie bei günstigen Verhältnissen auch in höherem Gras nach Nahrung sucht. Die Nähe des Menschen scheut sie nicht. So liegen viele ihrer Brutkolonien und Schlafplätze in unmittelbarer Nachbarschaft zu menschlichen Siedlungen, vielfach auch in Parkanlagen großer Städte, wo ihr recht lautes Verhalten sowie ihr Koten auf Gehwege und Autos oft als störend empfunden werden. Vom Schlupf der Jungen an sind das Koten über den Nestrand hinweg und die Lärmbelästigungen der Anwohner der neuerdings oft großen Brutkolonien in sehr vielen Städten eine kaum zu ertragende Plage.
In einigen europäischen Großstädten haben sich sehr große Überwinterungsgesellschaften etabliert (z. B. Wien mit etwa einer Viertelmillion Saatkrähen). Die verstädterten Krähen entwickelten verschiedene Anpassungen in Bezug auf Verhalten, Nahrungsaufnahme und Tagesaktivität. So kann die Fluchtdistanz vor dem Menschen auf unter einen Meter sinken, die Tagesaktivität der Stadtvögel ist durch das reichlich zur Verfügung stehende Futter deutlich verkürzt. Ähnlich wie etwa bei der Lachmöwe entwickelten sich viele Überwinterungspopulationen zu Resteverwertern auf Abfall- und Mülldeponien. Auch das Füttern durch Menschen hat zum Entstehen dieser riesigen Saatkrähenschwärme beigetragen. Dabei zeigen die Tiere eine große Ortstreue. So wurden Individuen beobachtet, die über Jahre hinweg denselben Hinterhof oder denselben Parkabschnitt besuchten.

## Nahrung und Nahrungserwerb

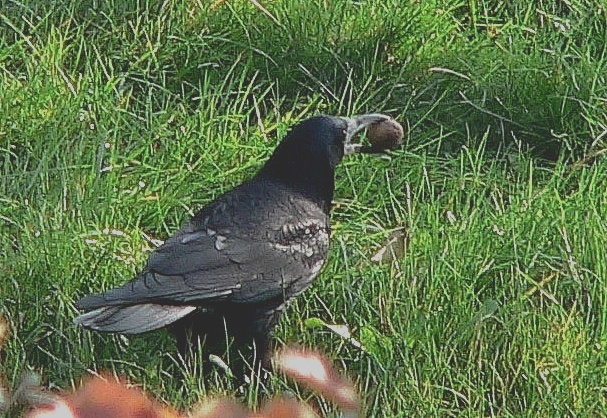
Saatkrähe mit Walnuss

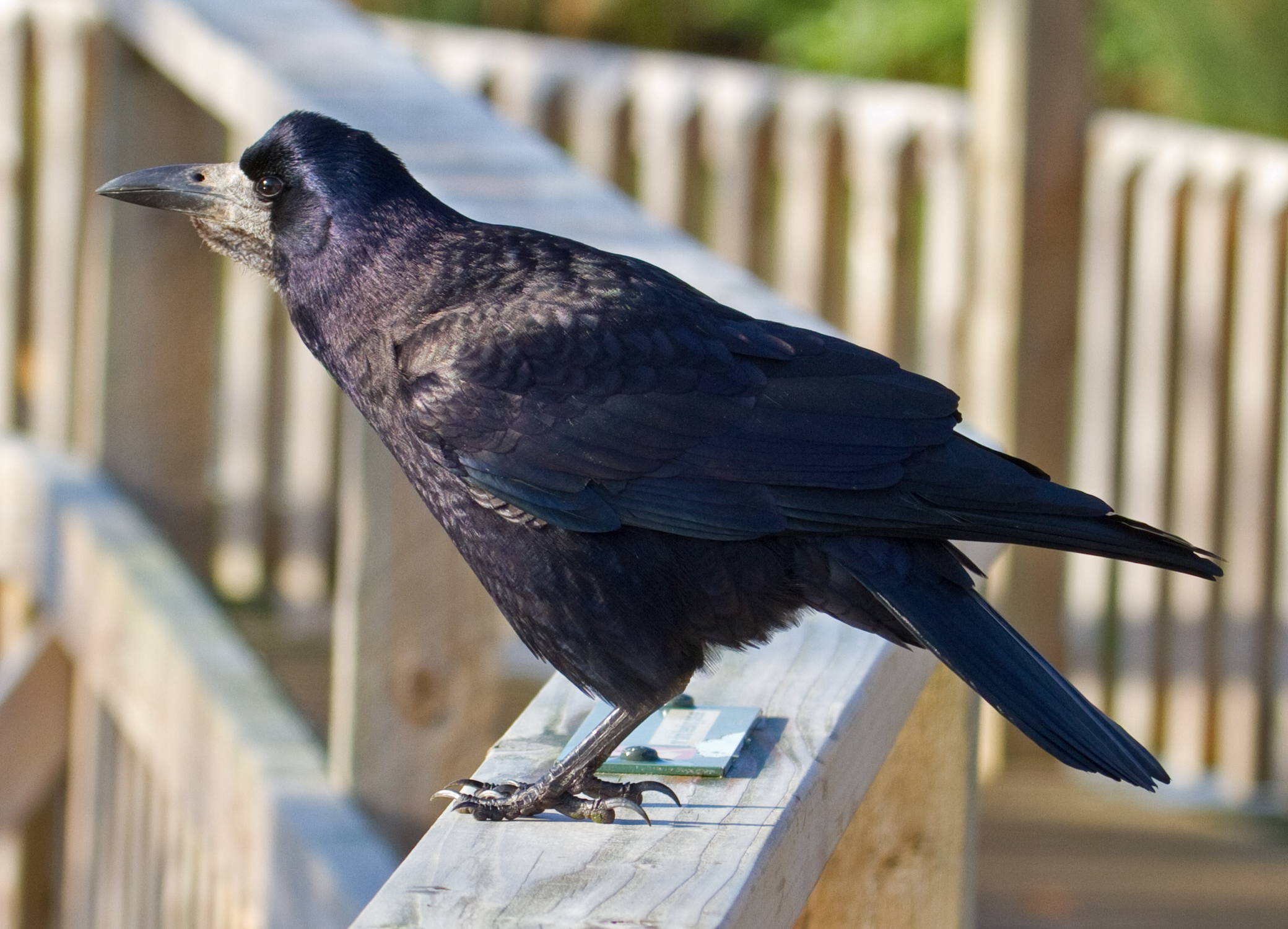
Saatkrähe mit gefülltem Kehlsack

Ihre langen Beine ermöglichen es der Saatkrähe, sich schreitend fortzubewegen. Rabenvögel mit kürzeren Beinen oder geringerem Gewicht bewegen sich am Boden dagegen überwiegend durch Hüpfen.

Wie bei allen Corvus-Arten ist auch das Nahrungsspektrum der Saatkrähe äußerst vielfältig. Obwohl sie tierische Nahrung pflanzlicher vorzieht, liegt letztere dennoch mit drei Fünftel anteilsmäßig im Übergewicht. Regenwürmer, verschiedene Schnakenarten, Käfer und ihre Entwicklungsstadien (vor allem Drahtwürmer, die Larven der Schnellkäfer) sowie Nacktschnecken gehören zu bevorzugten Beutetieren. Daneben werden aber auch Säugetiere wie zum Beispiel Spitzmäuse, Feld- und Schermäuse und gelegentlich, aber selten, Vögel und deren Gelege verzehrt. In den Wintermonaten geht die Saatkrähe auch an Aas, doch in bedeutend geringerem Maße als dies die Aaskrähe tut. Die pflanzliche Nahrung besteht aus Samen aller Art, Getreidearten überwiegen. Daneben werden auch Nüsse und Eicheln, in geringerem Maße Früchte, wie Kirschen und Pflaumen und verschiedene Wildbeeren, aufgenommen. Das Aufzuchtfutter der Jungen ist zu einem hohen Prozentsatz, aber nicht ausschließlich, tierisch.
Im Gegensatz zu Raben- und Nebelkrähen zeigen Saatkrähen eine Art Wasserscheu: Um sich Nahrungsbrocken von dort zu ergattern, waten sie nicht in das Wasser flacher Pfützen, sondern hüpfen dazu auf aus dem Wasser ragende Steine. Dies könnte auch mit den für Saatkrähen typischen „Federhosen“ der Beine zusammenhängen.
Auf ebenen, kurzrasigen Flächen bewegen sich Saatkrähen in der Regel schreitend fort, während bei Aaskrähen dort sehr oft beidbeiniges Hüpfen zu beobachten ist. Der spitze Schnabel wird bei der Nahrungssuche als Universalwerkzeug eingesetzt, das sowohl zum Graben und Hacken als auch zum Sondieren und Stochern dient. Fluginsekten werden auch durch kurze Flugsprünge gefangen. Die Nahrungssuche ist vor allem optisch orientiert. Pflanzliche Nahrung wird vom Boden aufgelesen oder ausgegraben. Manchmal frisst die Saatkrähe auch Maiskörner oder Sonnenblumensamen, indem sie sich direkt an die Pflanze klammert. Beutetiere werden nur kurz oder gar nicht verfolgt.
Im Tagesrhythmus wird am Morgen vor allem an der Oberfläche gesucht (surface feeding), im weiteren Tagesverlauf beginnt die Phase des Grabens und Stocherns (subsurface feeding), das schließlich vom systematischen Absuchen weiter Flächen abgelöst wird (areal feeding).

## Verhalten

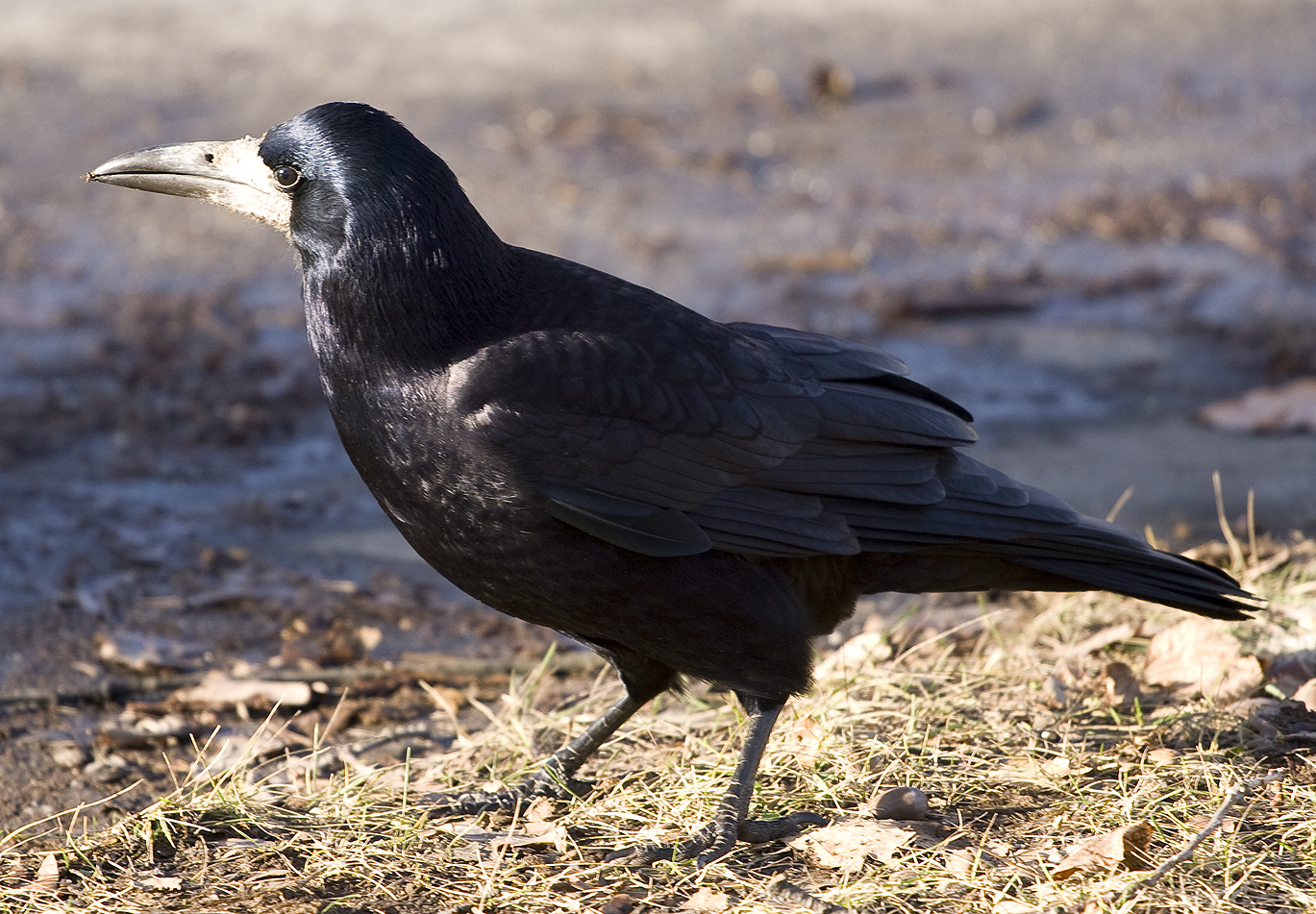
Saatkrähe

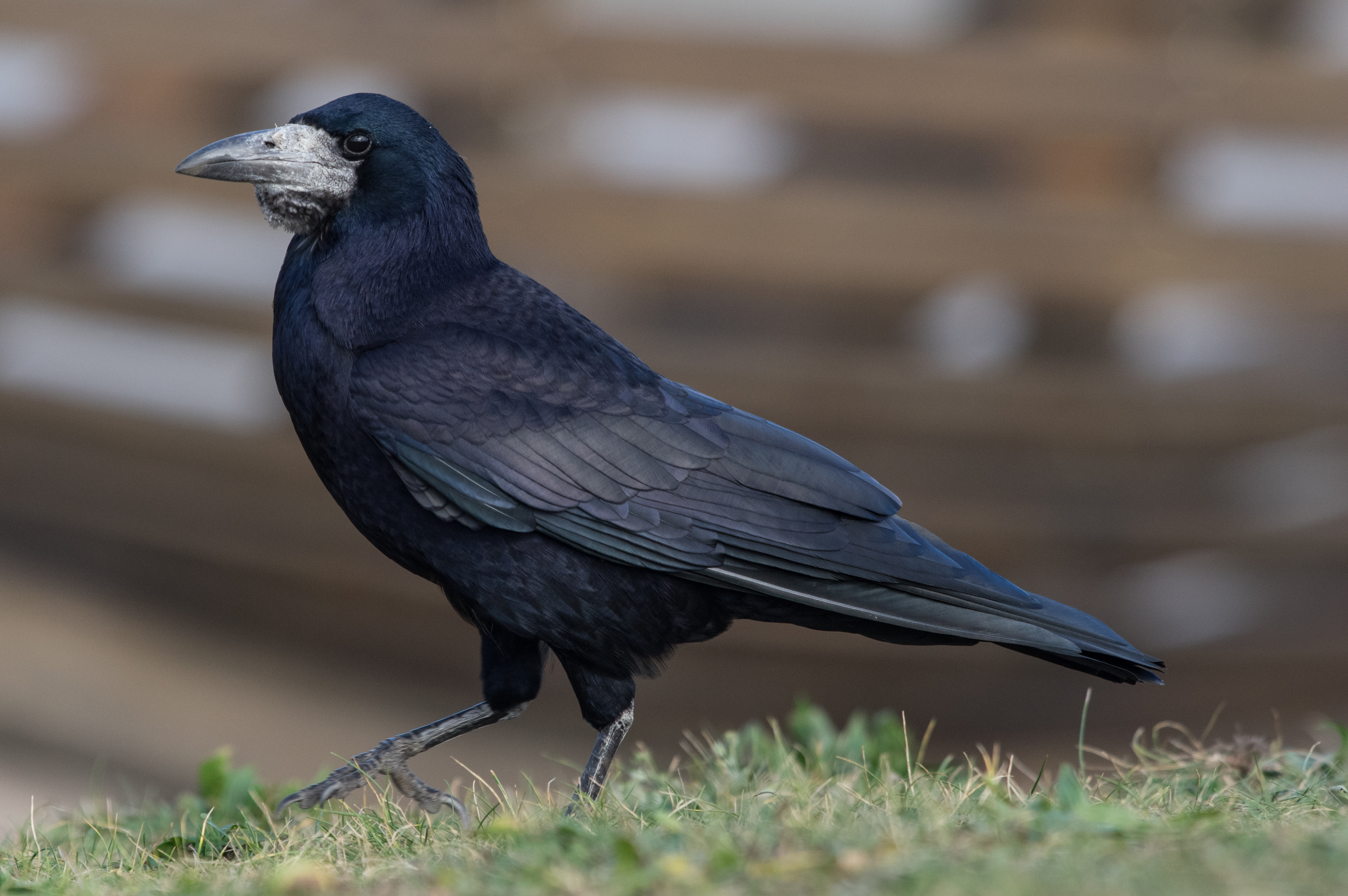
Saatkrähe

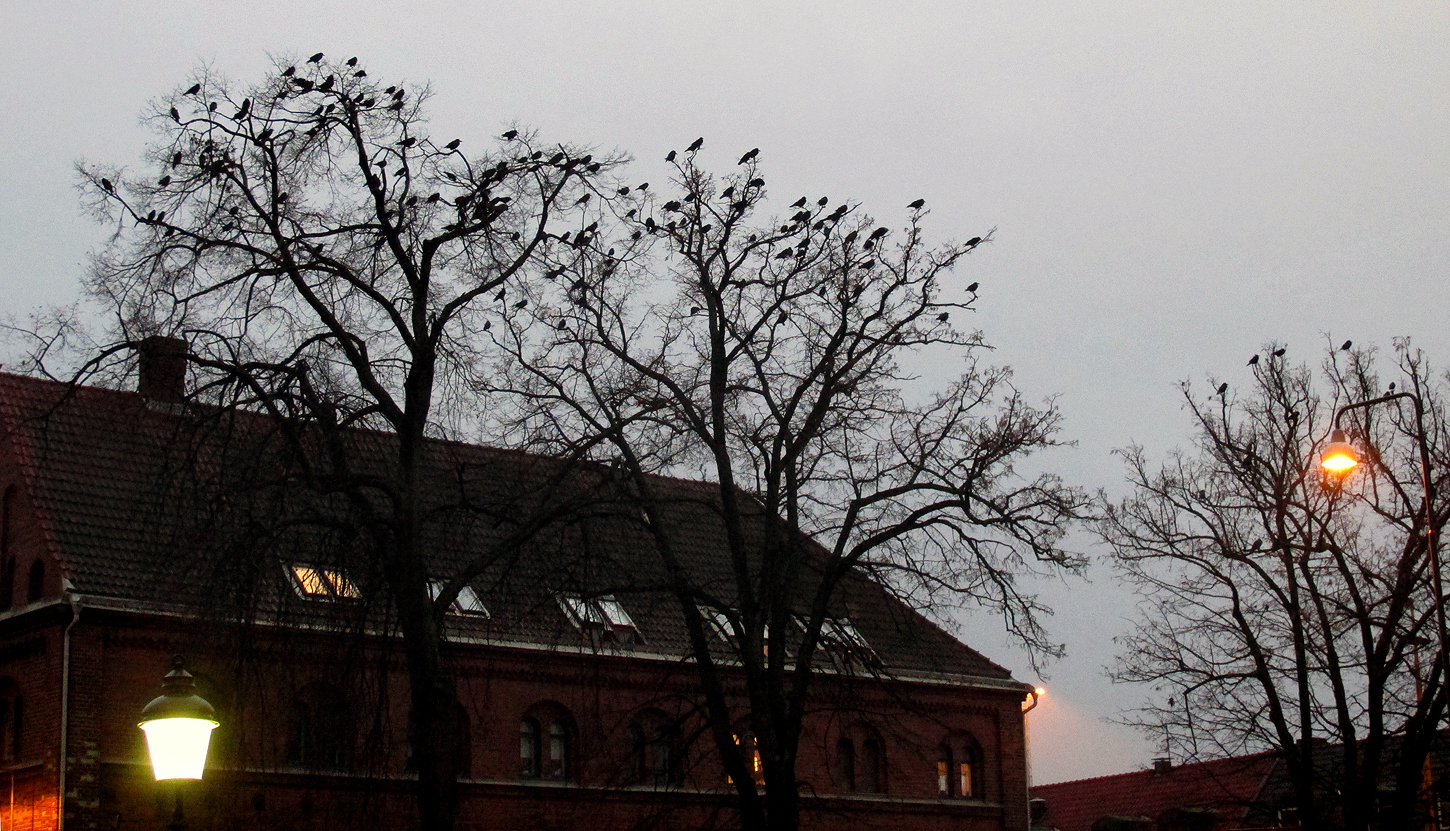
Saatkrähen sind sehr soziale Vögel. In den Abendstunden versammeln sie sich oft zu großen Schwärmen und nächtigen auf hohen Bäumen.

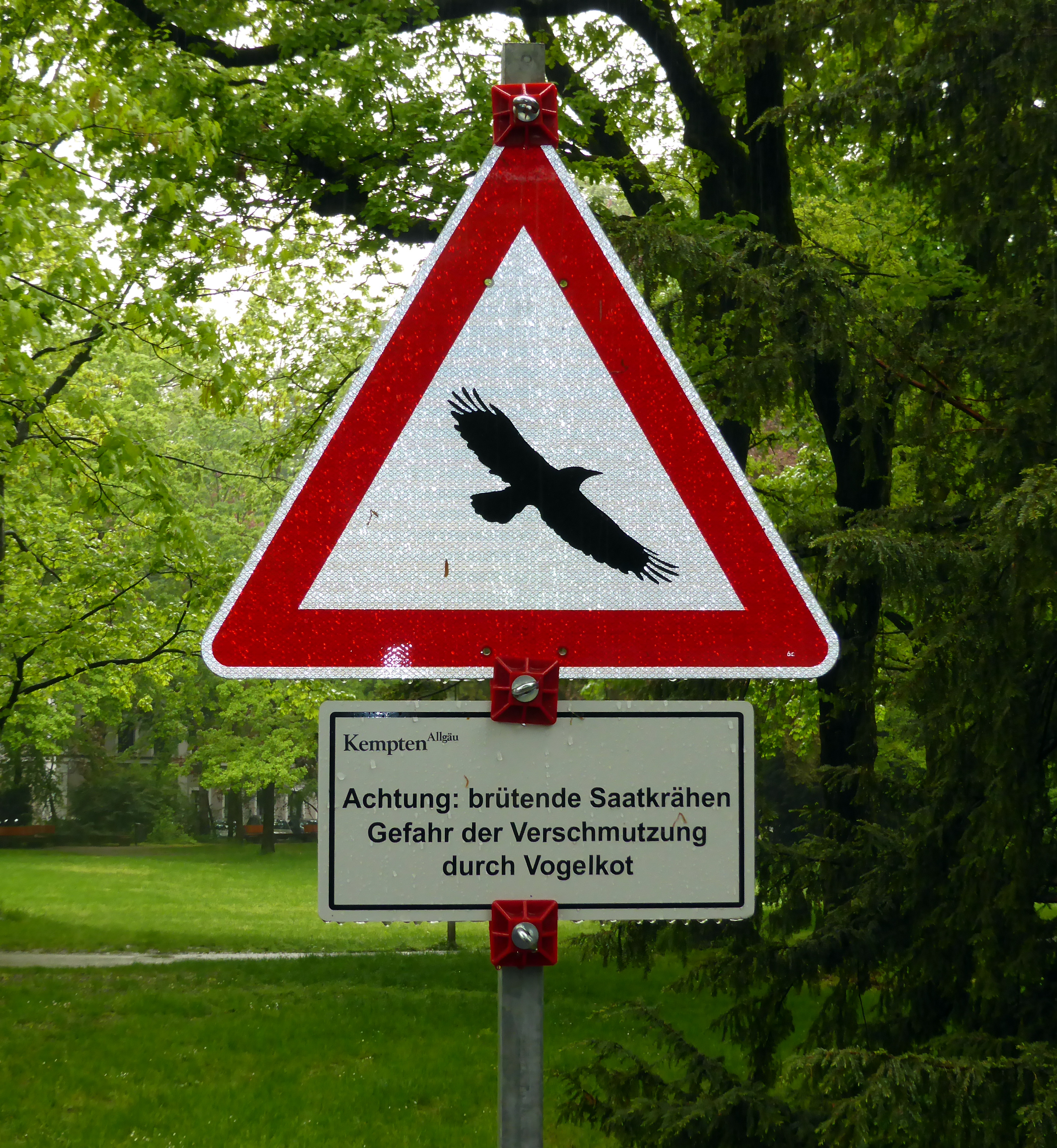
Warnschild Saatkrähen-Brutkolonie

Der Aktivitätsbeginn der Art liegt mit etwa einer Stunde vor Sonnenaufgang sehr früh und endet sehr spät, so dass auch im Hochwinter an die acht Stunden zur Nahrungssuche zur Verfügung stehen. Saatkrähen sind während des gesamten Jahres gesellig, brüten in zum Teil sehr großen Kolonien. So wurden in der südlichen Oberrheinebene, in einem Wäldchen hoher Pappeln am Rande des vorwiegend von Maisfeldern umgebenen Dorfes Biengen im nördlichen Markgräflerland, vor dem Laubaustrieb unabhängig voneinander von drei Ornithologen jeweils rund 560 Nester gezählt. In den Brutkolonien werden vorjährige Nester in der Regel unter Ausbesserung wiederverwendet. Sie verbringen die Nacht gemeinsam auf Schlafbäumen. Sie haben eine Fülle von sozialen Verhaltensweisen ausgebildet. Am Boden bewegt sich die Saatkrähe gemessen schreitend oder, seltener als die Aaskrähe, hüpfend fort, in der Luft in einem kräftigen Ruderflug, in dem längere Segelstrecken eingebettet sind. Im Frühjahr sieht man häufig Flugspiele und Flugkapriolen. Recht oft sind Spiele zwischen den Gruppenmitgliedern zu beobachten, wie Fallenlassen und Auffangen von Gegenständen oder Schaukeln auf einem Ast. Sehr vielfältig und differenziert sind die Verhaltensstrukturen zwischen den Partnern und den anderen Koloniemitgliedern. Die Partner begrüßen einander mit einer Art Paradegang, bei dem die Flügel leicht angehoben sind. Während der Balz kommt es zur sozialen Federpflege, zum Futterbetteln und zu langen Balzrufduetten, wobei beide Partner meist etwas abgesondert von den anderen mit breit gefächertem Schwanz nebeneinander sitzen. Die Rollen von Männchen und Weibchen scheinen sich erst während dieser Balzrituale zu festigen, da das Rollenverhalten zumindest am Anfang der Balz häufig zwischen den Geschlechtern wechselt. Sehr häufig schließen sich Dohlen (C. monedula), seltener Aaskrähen (C. corone) den Überwinterungsschwärmen und Kolonien von Saatkrähen an.
Wie bei anderen Krähenvögeln ist das Erkundungsverhalten auch bei C. frugilegus sehr ausgeprägt. Die dadurch entstehenden, meist bei Volierenvögeln beobachteten Verhaltensweisen wurden – in rein anekdotischen Fallschilderungen – auch als Werkzeuggebrauch beschrieben. Glutz von Blotzheim berichtet beispielsweise von dem Verhalten einer jungen Saatkrähe, die eine von sechs Abflussöffnungen ihrer Voliere so verstopfte, dass ein „Badepool“ entstand. An trockenen und warmen Tagen fanden diese Aktionen häufiger statt als an kühlen und regnerischen. Eine Studie britischer Forscher wies 2009 an Saatkrähen, die im Labor gehalten wurden, zweifelsfrei die Fähigkeit zum Werkzeuggebrauch nach. Um einen Leckerbissen aus einer Glasröhre herauszuholen, benutzten die Vögel Stöckchen, und zwar umso kleinere, je enger die Glasröhre war. Auch bogen sie die Enden von Drahtstücken so um, dass sie diese Enden als Haken benutzen konnten. Bei freilebenden Individuen wurden bisher jedoch niemals Verhaltensweisen beschrieben, die sich als Werkzeuggebrauch interpretieren ließen.
Im Gegensatz zur Aaskrähe wird das Fallenlassen von Nüssen aus größerer Höhe bei der Saatkrähe nur selten beobachtet.

## Wanderung und Zug
Die Saatkrähe kann sowohl Zugvogel als auch Standvogel sein. Generell lässt sich sagen, dass der Anteil der Individuen, die obligate Zugvögel sind, von West nach Ost zunimmt. Westeuropäische Vögel verbleiben zum Großteil im Brutgebiet. Mitteleuropäische Populationen ziehen zu etwa 60 % in klimatisch günstigere Gebiete ab, wobei die Zugentfernungen in der Regel 1000 Kilometer nicht überschreiten. Im europäischen Russland und östlich davon sind schließlich alle Saatkrähen Zugvögel mit Zugdistanzen zwischen 1000 und 3000 Kilometern. Hauptsächliche Zugrichtungen sind West und Südwest, zuweilen Nordnordwest, doch gibt es auch Populationen mit Süd- und Südostzügen, die vom Balkan über Griechenland, Kleinasien bis Syrien und dem Irak überwintern. Regelmäßig gelangen ziehende Saatkrähen auf die Färöer und nach Island. Die meisten Saatkrähen bleiben bis Ende September/Mitte Oktober im Brutgebiet und treten erst dann den Zug an, der von längeren Rast- und Ruhepausen unterbrochen werden kann. Der Zug findet in großen Scharen statt, die aber keinen starken Zusammenhalt aufweisen; kleinere Zuggruppen scheinen jedoch recht feste Einheiten zu bilden. Mit dem Wegzug beginnen die Altvögel schon Anfang Februar, in der ersten Märzwoche ist er meist abgeschlossen. Zusätzlich zu diesem Zugverhalten sind Saatkrähen imstande, bei sehr ungünstigen Witterungen sogenannte Wetterfluchten durchzuführen, die in alle Himmelsrichtungen führen können.
Neben den großräumigen jahreszeitlichen Wanderbewegungen können bei Saatkrähen außerhalb der Zeit von Brut und Jungenaufzucht vielerorts auch allabendliche schwarmweise Flüge zu Sammel- und Übernachtungsplätzen beobachtet werden. Dabei können die kleineren bis großen Schwärme durchaus auch Entfernungen von jeweils über 12 km zurücklegen.

## Fortpflanzung und Brut

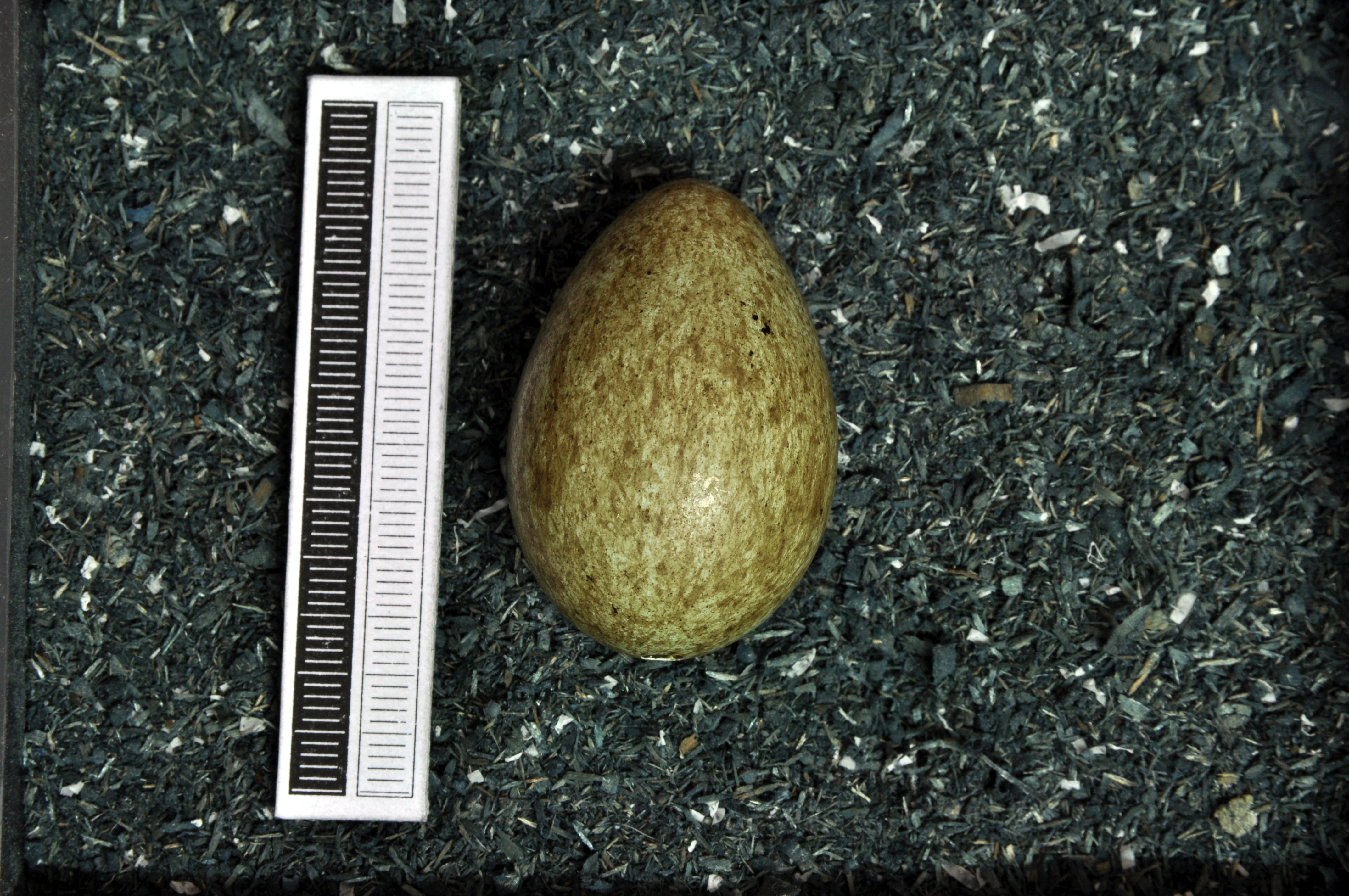
Ei (Sammlung Museum Wiesbaden)

Die Saatkrähe wird am Ende ihres zweiten Lebensjahres geschlechtsreif, die Partner führen eine monogame Dauerehe. Der Nestbau beginnt Anfang März, Neststandort ist meist der Kronenschluss von Laubbäumen in Alleen oder Feldgehölzen. Die Nester liegen nah beieinander, oft wird ein Abstand von einem Meter unterschritten und es kommt zu nachbarlichem Diebstahl von Nistmaterial. In einer großen Platane im Schlosspark von Bad Krozingen wurden 25 Saatkrähen-Nester gezählt. Neststandorte in Gebäuden, Brücken und ähnlichen Orten sowie Bodenbruten kommen vor, sind aber sehr selten. Das Nest, das von beiden Partnern gebaut wird, ist ein kompakter Bau aus dünnen, biegsamen Zweigen, der innen mit verschiedenen Materialien ausgekleidet wird. Materialdiebstahl innerhalb der Kolonie sowie zwischen verschiedenen Kolonien ist häufig. Das Gelege besteht aus drei bis sechs, manchmal bis zu neun graugrünen, undeutlich gesprenkelten Eiern, und wird vom Weibchen, das in dieser Zeit vom Männchen gefüttert wird, 16 bis 19 Tage bebrütet. Intraspezifischer Brutparasitismus kommt zumindest gelegentlich vor, wobei nicht eindeutig geklärt ist, ob die parasitierenden Eltern auch ein eigenes Gelege betreuen. Bei sehr großen Gelegen muss an einen solchen gedacht werden. Die Nestlingsdauer beträgt etwa einen Monat. In den ersten zehn Tagen besorgt das Männchen allein die Fütterungsarbeit, danach beide Partner. Nach dem Selbständigwerden werden die Jungvögel noch eine gewisse Zeit von den Altvögeln versorgt, bevor sie sich Jugendtrupps anschließen und in den meist näheren Gegenden umherstreifen. In diesen Jugendtrupps findet nach einem Jahr auch die Paarbildung statt. Meist findet nur eine Jahresbrut statt, nur bei Gelegeverlust Zweit- und in Ausnahmefällen auch Drittbruten.

## Lebenserwartung und Höchstalter
Die Sterblichkeit von Saatkrähen liegt im ersten und zweiten Lebensjahr zwischen 54 und 59 Prozent und sinkt erst danach etwas ab. Eine Krähe hat zu Beginn ihres zweiten Lebensjahres eine durchschnittliche Lebenserwartung von knapp 3,5 Jahren. Die Verluste werden vor allem direkt durch Nahrungsmangel oder indirekt durch dadurch verursachte Krankheiten herbeigeführt. In Ausnahmefällen können Saatkrähen recht alt werden. Das bisher höchste Alter einer beringten Krähe wurde in Großbritannien bei einer tot aufgefundenen mit 22 Jahren und 11 Monaten festgestellt.

## Bestand und Bestandtrends
Bestand und Bestandsentwicklung hängen sowohl im Positiven wie auch im Negativen seit langem vom direkten Eingreifen des Menschen ab. Durch Umwandlung der Naturlandschaft in landwirtschaftlich genutzte Gebiete schuf er die Voraussetzungen für Bestandsvermehrung und Arealausweitung, durch direkte Verfolgung limitiert und gefährdet er die Bestände. Noch immer ist Verfolgung durch den Menschen, wie Abschuss oder Vergiften, Ausschießen der Nester, Fällen von Horst- oder Schlafbäumen Ursache regionaler Rückgänge und Bestandsschwankungen. Die Saatkrähe gilt als Verursacher landwirtschaftlicher Schäden, obwohl diese Zuweisung einer wissenschaftlichen Nachprüfung in manchen Fällen nicht standhält. Erst in letzter Zeit – die Saatkrähe war Vogel des Jahres 1986 – hat ein gewisses Umdenken eingesetzt, das sich auch positiv auf die Bestände auswirkt. Insgesamt ist eine leichte Westausbreitung festzustellen. Ein Beispiel ist die Neuansiedlung in den 1960er Jahren in der Schweiz. Auch die Bestände in bisher labil besiedelten Regionen, wie zum Beispiel in Ostösterreich, scheinen sich zu stabilisieren. Europaweit wird der Bestand der Art als S (für engl. secure, dt. gesichert) eingestuft, in Österreich, der Schweiz und in Tschechien befindet sie sich auf den Roten Listen. Der europäische Gesamtbestand wird auf über 10 Millionen Brutpaare geschätzt.

## Schäden in der Landwirtschaft
Das Schadpotential der Saatkrähe wird je nach Blickwinkel sehr unterschiedlich beurteilt. Die tatsächliche Schadintensität ist sowohl jahreszeitlich als auch regional unterschiedlich. Oft aber steht dem tatsächlichen Schadverhalten ein Nutzverhalten durch den Verzehr von unterschiedlichen Agrar- und Forstschädlingen gegenüber.
Bedeutende Schäden können entstehen, wenn ein Krähenschwarm in ein frisch eingesätes Feld einfällt. Gefährdet sind besonders frühe oder späte Einzelfelder, vor allem bei langsamem Feldaufgang wie zum Beispiel Mais. Die Krähen bevorzugen das keimende Saatkorn; um dieses zu erreichen, reißen sie oft reihenweise junge Pflänzchen aus. Der indirekten Verhinderung von Schäden dient eine nicht zu frühe Saat. Eine Saattiefe von etwa acht Zentimetern (statt zwei bis vier Zentimeter) und das Anwalzen der Saat erschweren das Ausreißen der Pflänzchen, stehen aber einem optimalen Feldaufgang und gutem Ernteertrag entgegen. Das Saatgut ist in der Regel mit einem unangenehm schmeckenden Stoff vergällt, wodurch der Fraß reduziert wird. Für mehrere Tage lassen sich Krähen von einem Feld fernhalten, wenn Ablenkungsfütterung am Feldrand erfolgt oder arteigene Angstschreie elektronisch abgespielt werden. Kürzer ist die Wirkungsdauer von Knallgeräten. Die Wirksamkeit der optischen Maßnahmen wie Spannen farbiger Bänder, Aufstellen von Vogelscheuchen und Aufhängen toter Krähen ist begrenzt.

## Namensherleitung
Das hier als Gattungsbezeichnung verwendete Wort Corvus ist die lateinische Bezeichnung für Rabe. Das lateinische Wort frugilegus setzt sich aus dem Nomen frux, frugis f. = Frucht sowie dem Verb legere = sammeln, auflesen zusammen und wird in antiker Literatur bei Ovid (Metamorphosen 7, 624) im Zusammenhang mit Ameisen verwendet. Der wissenschaftliche Name kann also wörtlich mit „Früchte sammelnder Rabe“ übersetzt werden. Der Namenszusatz pastinator der Unterart C. frugilegus pastinator bedeutet wörtlich „Behacker des Weinbergs“.
| Ähnliche Arten                                                                                          | Ähnliche Arten | Ähnliche Arten | Ähnliche Arten |
| Saatkrähe                                                                                               | Rabenkrähe | Dohle | Kolkrabe |
| --- | --- | --- | --- |
| | | | |
| - Oberkopf spitz zulaufend - Schnabelbasis mit nackter, „grindiger“ Haut - locker liegende Flügelfedern | - flacher Kopf - Schnabelbasis schwarz befiedert, Schnabel kurz und dick, leicht gebogen - straff anliegende Federn | - Oberkopf flach - Schnabelbasis schwarz gefiedert, Schnabel kurz und dick - Gefieder deutlich grauer - Augen weiß - geringere Körpergröße | - Oberkopf flach, Kopf groß - Schnabelbasis schwarz gefiedert, Schnabel lang, Spitze gebogen - längere Federn an Kehle, die als Bart abgespreizt werden können |